# سایوز ام‌اس-۶
سایوز-ام‌اس-۶ (به روسی: Союз )(به معنای اتحاد) یک مأموریت سرنشین دار سازمان ملی فضانوردی روسیه به سمت ایستگاه فضایی بین‌المللی محسوب می‌شود.

همچنین فضاپیمای این مأموریت وظیفه ارسال و بازگرداندن تعدادی از فضانوردان گروه اعزامی ۵۳ و گروه اعزامی ۵۴ را نیز بر عهده داشت.

## خدمه مأموریت
| نام               | ملیت                | تعداد پرواز | نقش عملیاتی | تصویر |
| الکساندر میسورکین | روسیه               | ۲           | فرمانده     |       |
| مارک تی. دانده هی | ایالات متحده آمریکا | ۱           | مهندس پرواز |       |
| جوزف ام. آکابا    | ایالات متحده آمریکا | ۳           | مهندس پرواز |       |

## نگارخانه

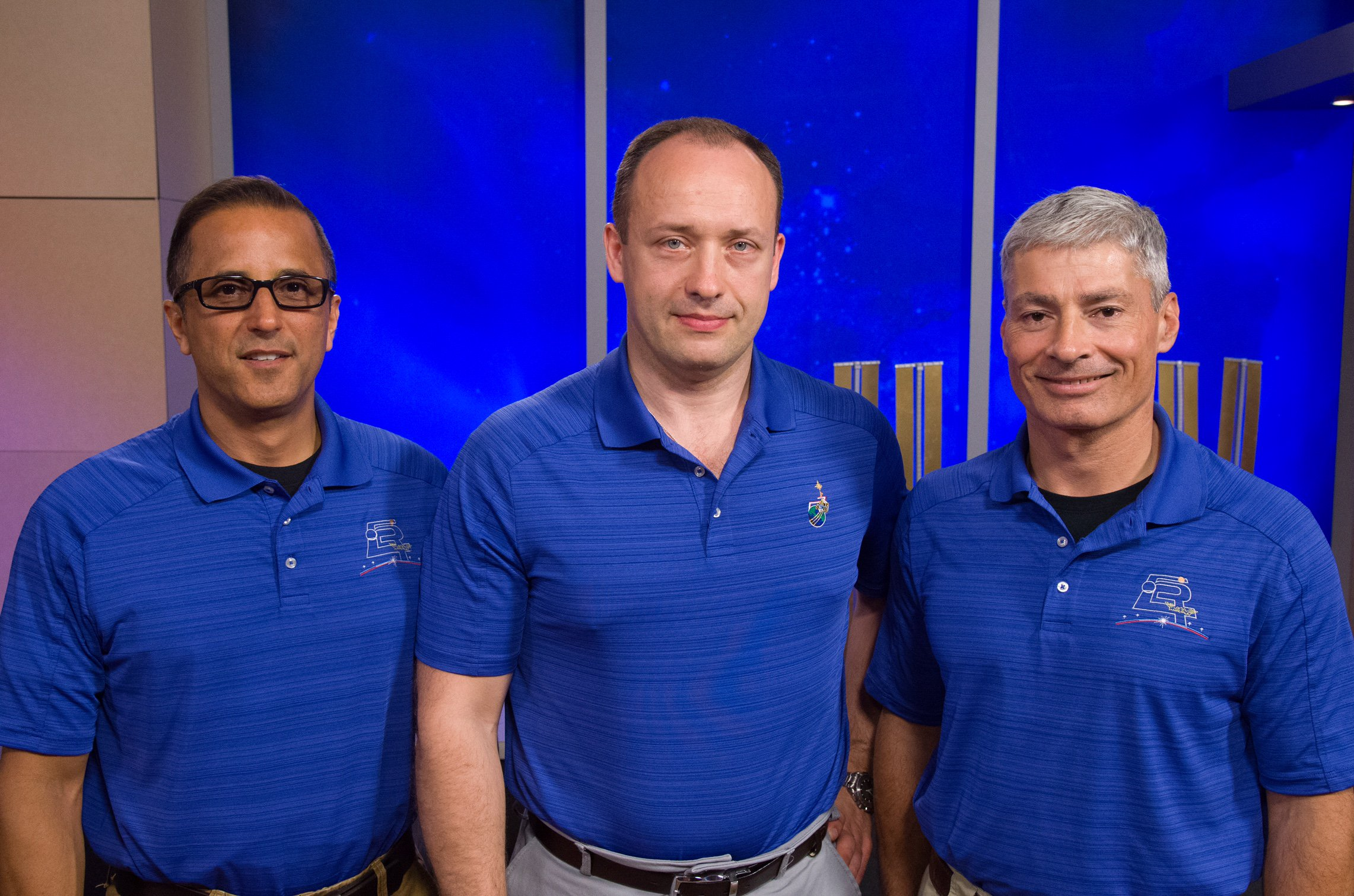
فضانوردان اصلی ام‌اس-۶
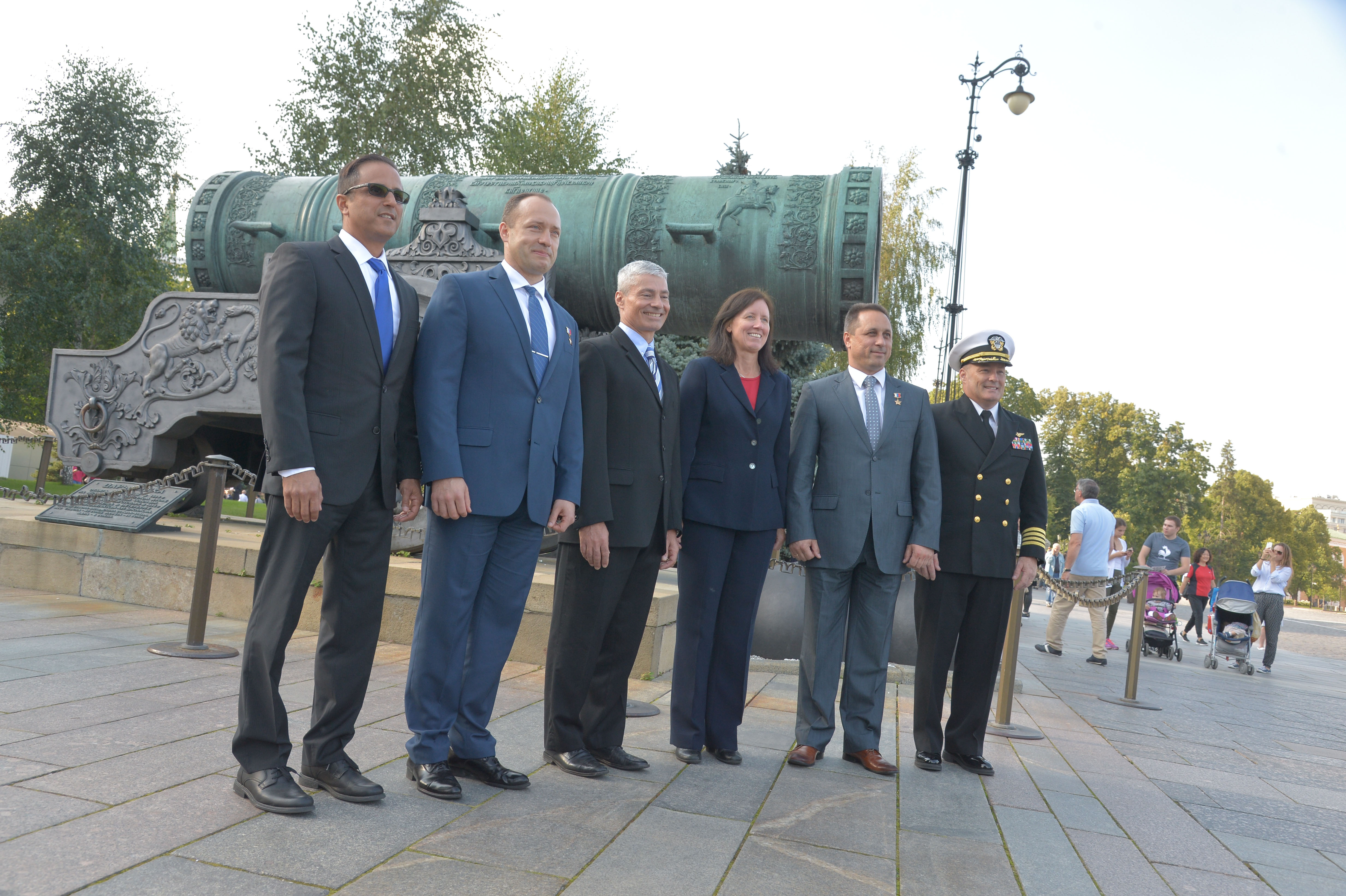
فضانوردان اصلی و پشتیبان ام‌اس-۶
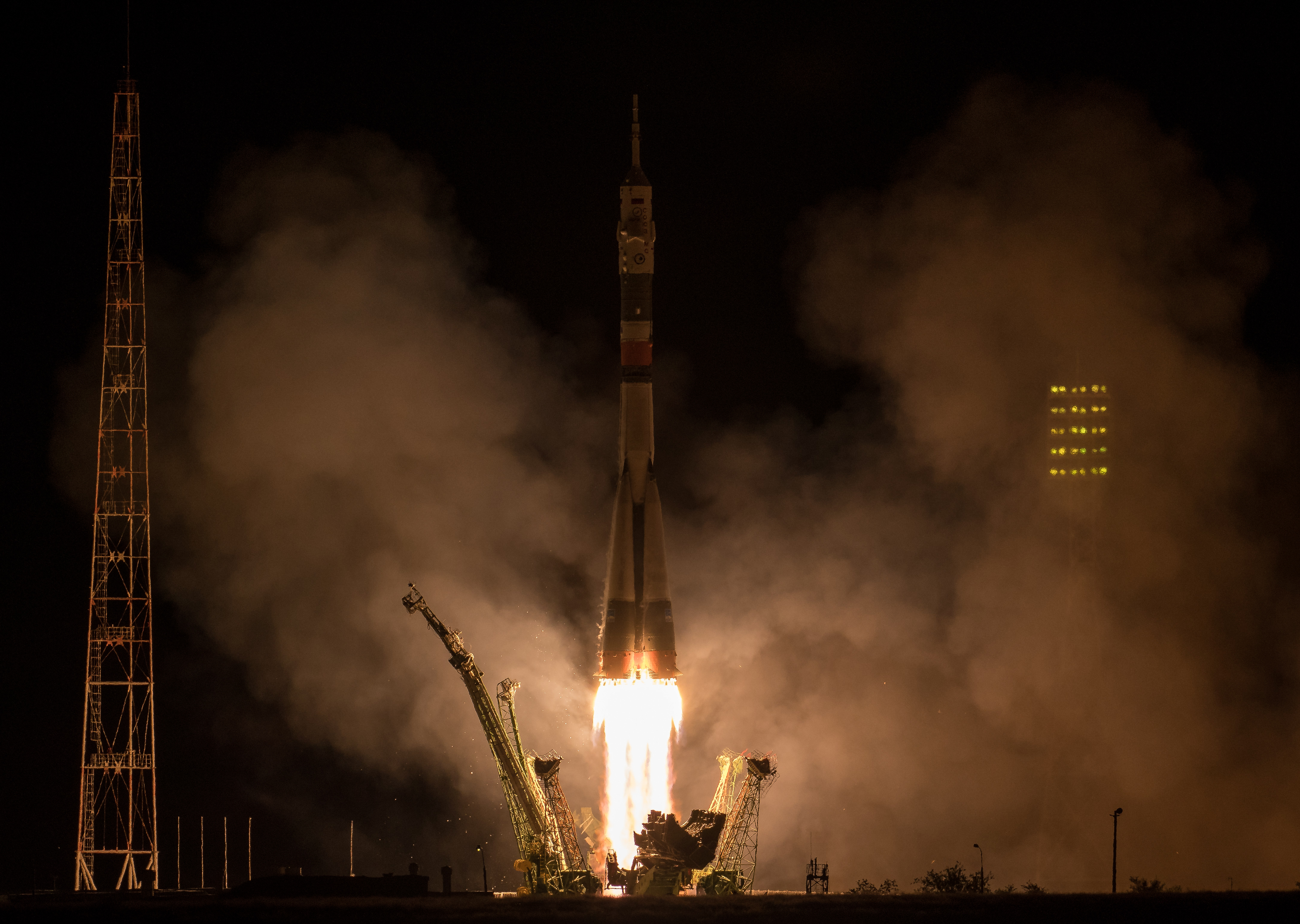
پرتاب ام‌اس-۶
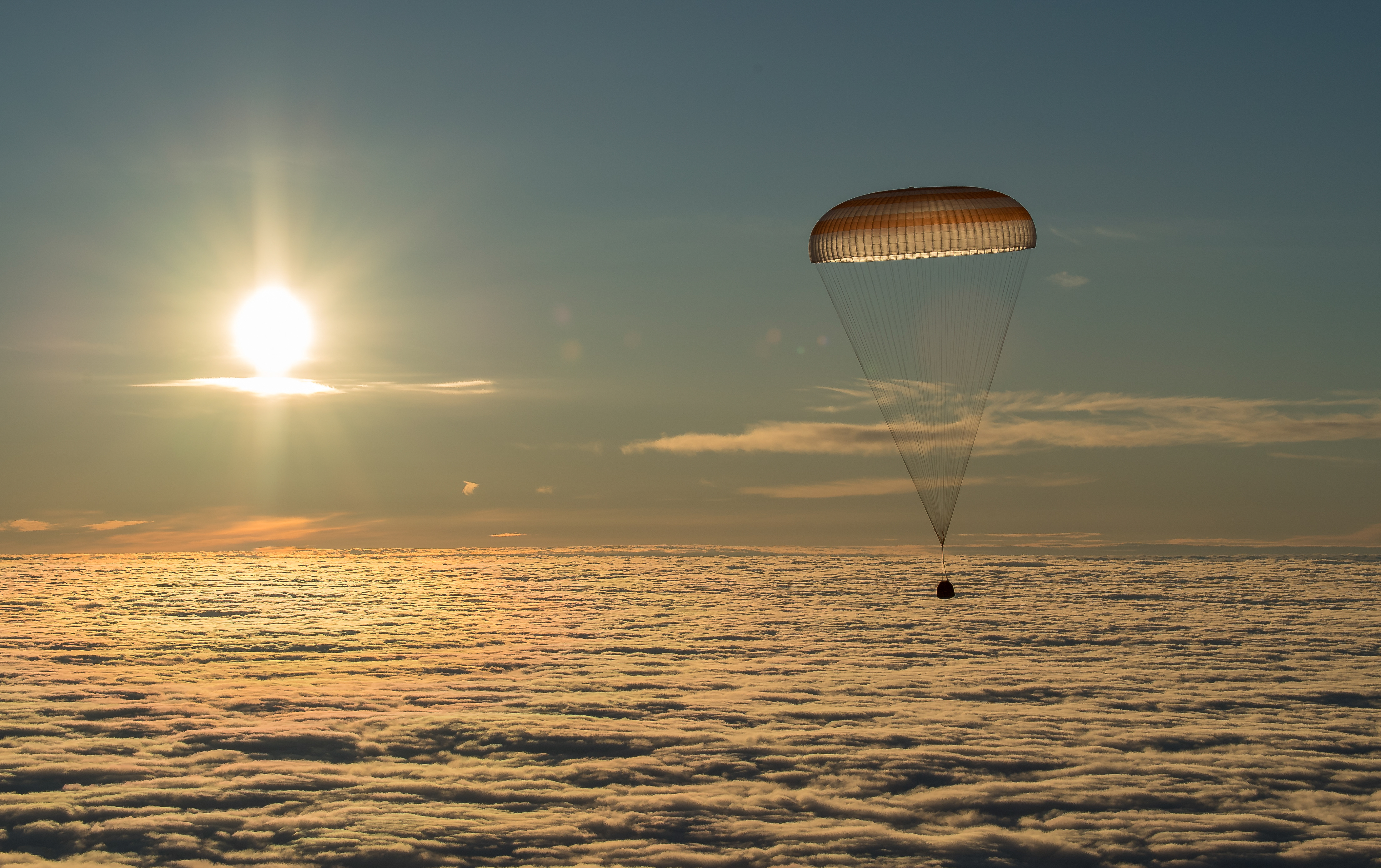
ام‌اس-۶ در راه بازگشت به زمین
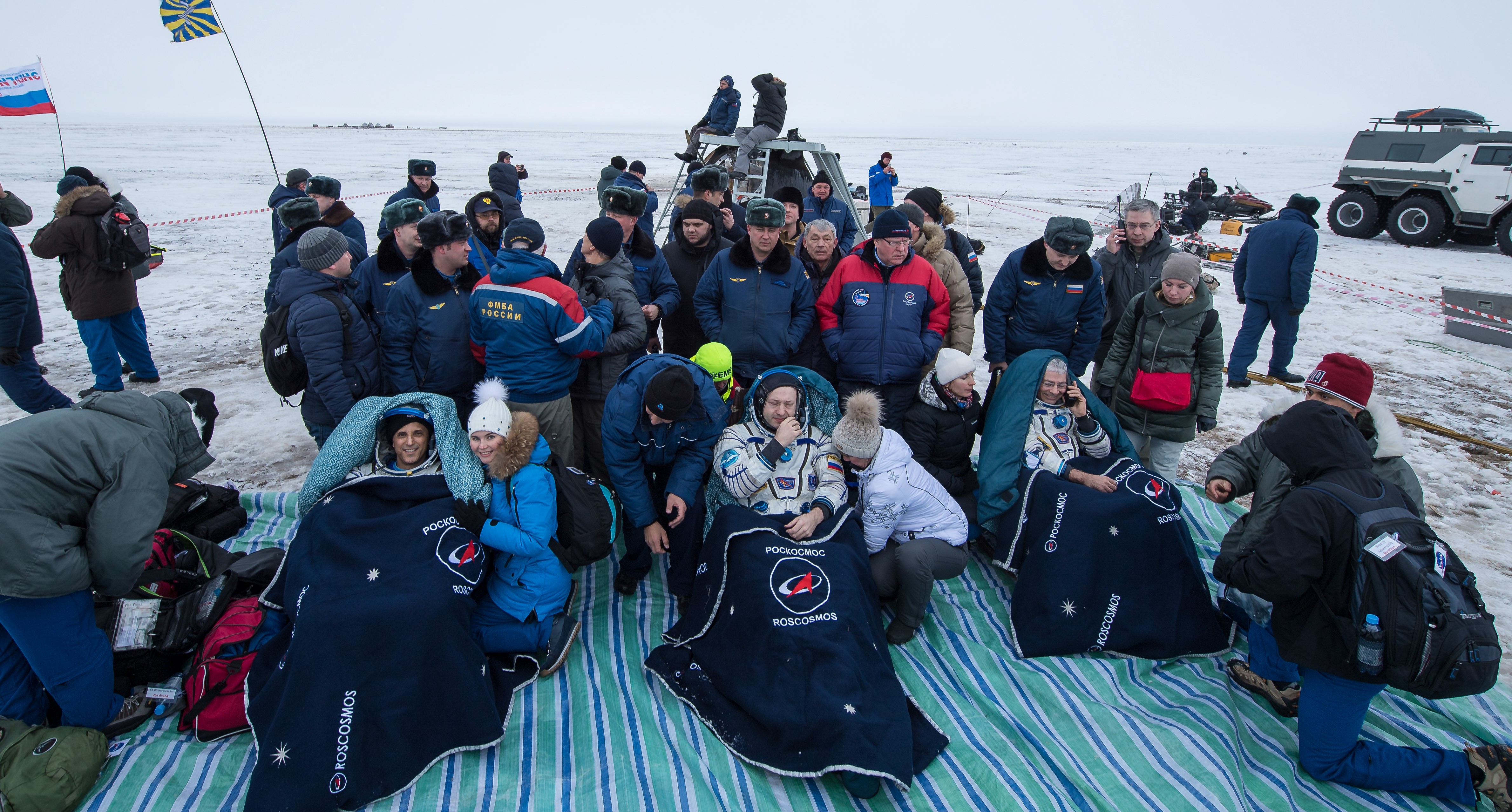
ام‌اس-۶ و گروه اعزامی ۵۴ بعد از فرود